# Barock ’n’ Roll
Barock ’n’ Roll prvi je studijski materijal riječke rock-skupine En Face, kojeg objavljuju 1991. godine na vinilu s nakladom od 500 primjeraka.
Skladbe su snimljene na engleskom jeziku i jedno je od posljednjih domaćih vinili izdanja. Album je objavljen kao promotivno izdanje i nikada nije doživio veću distribuciju.

## Popis pjesama

### A strana
1. "Knock Me Down"
2. "Believe Me"
3. "What It's All About"
4. "It's About Time"
5. "City Cowboy"

### B strana
1. "On The Hill"
2. "Charles Bronson"
3. "Jocker"
4. "Hollywood"
5. "Where's the Night"

## Vanjske poveznice
- Rateyourmusic